# Seznam českých světců

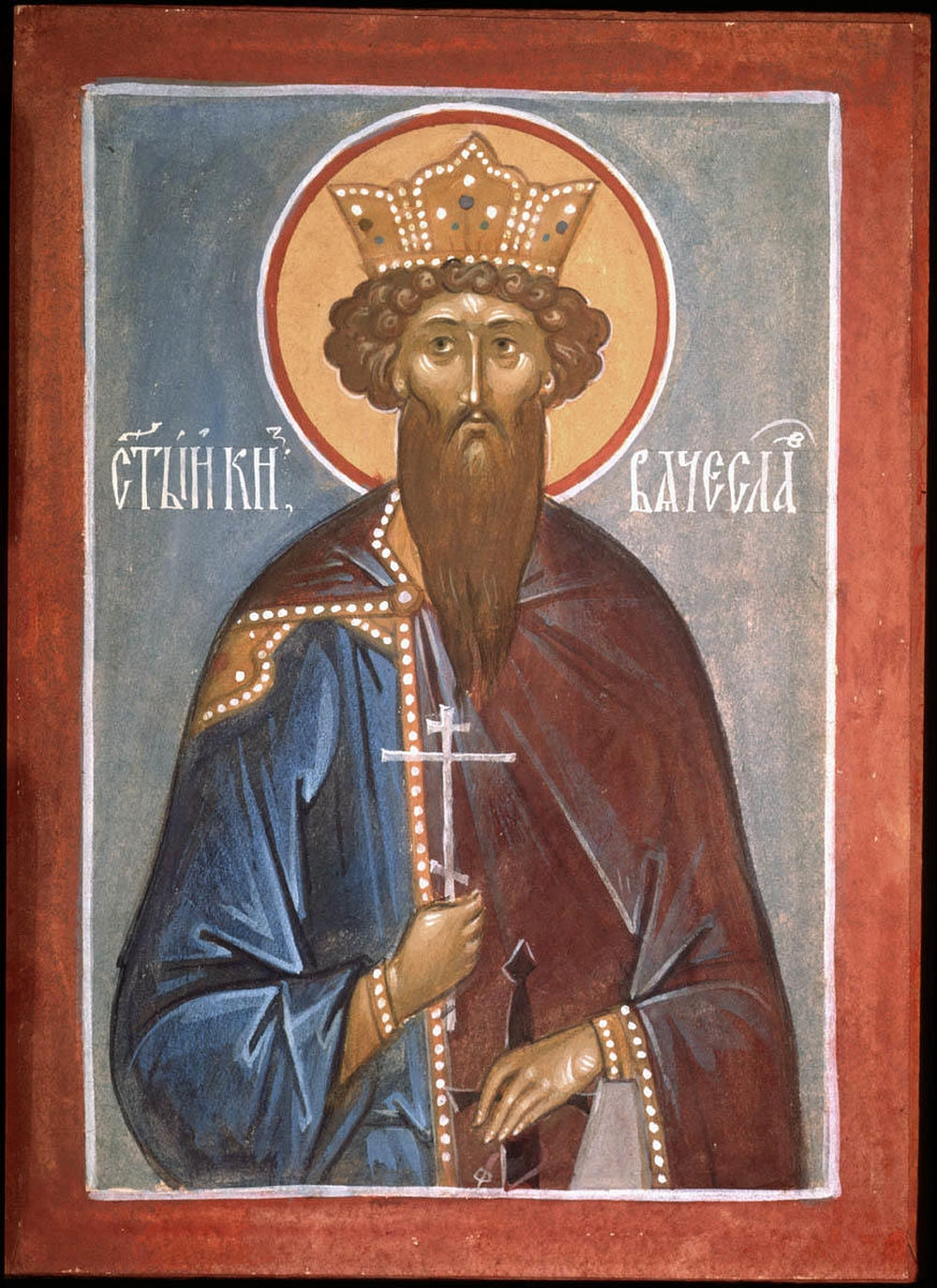
Ikona sv. Václava

Toto je seznam českých světců a blahoslavených. Obsahuje všechny světce, kteří zde působili, zemřeli, nebo jsou zde chovány jejich význačné ostatky.

## Katolická církev

### Svatí
- sv. Ivan – poustevník ve Svatém Janu pod Skalou
- sv. Vintíř – benediktinský mnich, poustevník (někdy se uvádí jako blahoslavený)
- sv. Ludmila – první pokřtěná česká kněžna, babička a vychovatelka sv. Václava a první česká mučednice
- sv. Václav – český kníže, zavražděný svým bratrem Boleslavem I.

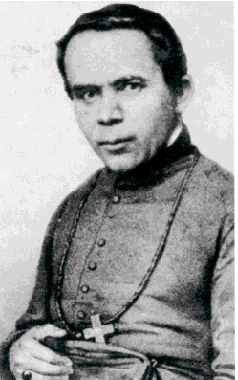
Sv. Jan Nepomuk Neumann

- Sv. Jan Nepomuk Neumannsv. Vojtěch – druhý pražský biskup a misionář v Prusích (Východní Prusko)
- sv. Radim – nevlastní bratr sv. Vojtěcha, první arcibiskup v polském Hnězdně
- sv. Prokop – poustevník, spoluzakladatel a první opat Sázavského kláštera
- sv. Cyril – apoštol Slovanů, mnich (bratr sv. Metoděje)
- sv. Metoděj – apoštol Slovanů, první moravský arcibiskup (bratr sv. Cyrila)
- sv. Anežka Česká – česká přemyslovská princezna, řeholnice, zakladatelka Anežského kláštera a řádu křižovníků s červenou hvězdou
- sv. Zdislava (z Křižanova) – zakladatelka špitálu v Jablonném v Podještědí
- sv. Hedvika Slezská – slezská kněžna pocházející z Bavorska, zakladatelka několika klášterů, patronka Slezska, Vratislavi a Ostravsko-Opavské diecéze.
- sv. Jan Nepomucký – pražský generální vikář mučený a shozený z Karlova mostu
- sv. Jan Nepomuk Neumann – prachatický rodák, misionář, biskup Filadelfie a první světec v USA
- sv. Klement Maria Hofbauer – kněz, řeholník (pocházel z Tasovic u Znojma)
- sv. Norbert z Xantenu – zakladatel Premonstrátského řádu (ostatky v Praze)
- sv. Vít – starokřesťanský mučedník ze Sicílie (ostatky v Praze)
- sv. Zikmund – král a mučedník z Burgundska (ostatky v Praze)
- sv. Jan Sarkander – moravský kněz, mučedník ze začátku Třicetileté války
- sv. Edmund Kampián – britský jezuita, mučedník (studoval v Brně, vyučoval v Praze)
- sv. Pět bratří (sv. Benedikt, sv. Jan, sv. Matouš, sv. Izák, sv. Kristin) – kamaldulští mniši, mučedníci (ostatky v Praze, Olomouci, Staré Boleslavi - uloupené v Hnězdně spolu s ostatky sv. Vojtěcha)
- sv. Gorazd – moravský arcibiskup (a druhové: sv. Klimentem Ochridským, sv. Naumem, sv. Sávou a sv. Angelárem)
- sv. Orosia (Dobroslava) – vychovaná knížetem Bořivojem a sv. Ludmilou, mučednice (uctívaná ve Španělsku)

### Blahoslavení
- bl. Hroznata – šlechtic, mučedník (patron plzeňské diecéze)
- bl. Mlada Přemyslovna – první abatyše kláštera benediktinek u sv. Jiří na Pražském hradě
- bl. Podiven – společník sv. Václava
- ct. Přibyslava – princezna, sestra sv. Václava, vnučka sv. Ludmily (uctívána v minulosti)
- bl. Gottschalk – první opat Želivského kláštera
- bl. Česlav Odřivous – slezský dominikánský kazatel, kněz, působil v Čechách a na Moravě
- bl. Jindřich Librarius – první převor dominikánského kláštera v Českých Budějovicích
- bl. Karel Spinola – kněz, jezuita, misionář, mučedník v Japonsku, možná narozen v Praze

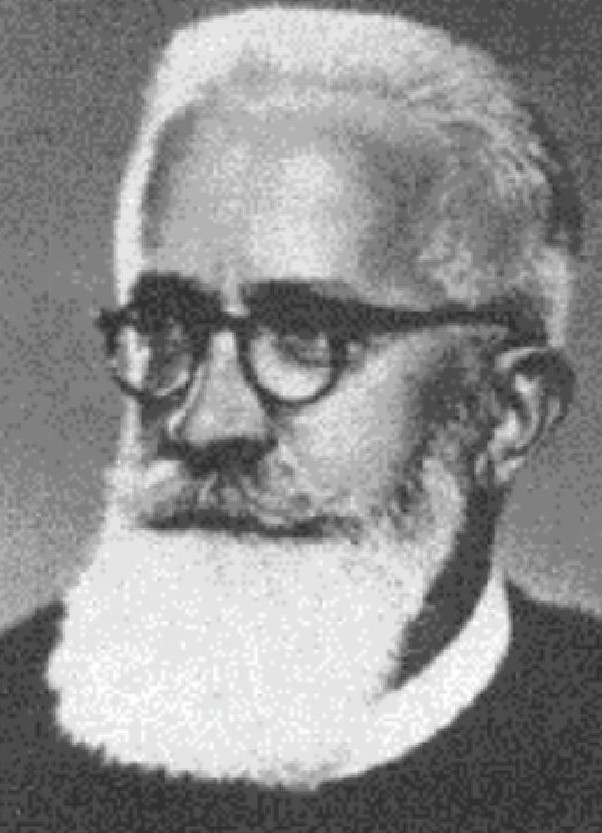
Bl. Metoděj Dominik Trčka

- Bl. Metoděj Dominik Trčkabl. Karel z domu Habsburků – poslední rakouský císař a český král v letech 1916–1918
- bl. Odorik z Pordenone – františkánský mnich, misionář a cestovatel, pocházel z Itálie (měl české předky)
- bl. Čtrnáct pražských mučedníků – františkánští řeholníci, zavražděni během vpádu pasovských pražskou lůzou
- bl. Metoděj Dominik Trčka – řeckokatolický kněz, redemptorista, mučedník, oběť komunistického pronásledování církve
- bl. Vasiľ Hopko – řeckokatolický duchovní, po kněžském svěcení působil jako farář u sv. Klimenta v Praze, později pomocný biskup prešovský
- bl. Marie Antonína Kratochvílová – řeholnice  kongregace Chudých školských sester naší Paní, mučednice nacistického režimu
- bl. Marie Restituta Kafková – řeholnice, mučednice, oběť nacismu, pocházela z Brna
- bl. Engelmar Hubert Unzeitig – kněz, řeholník Kongregace marianhillských misionářů, mučedník, zemřel v koncentračním táboře Dachau
- bl. Gerhard Hirschfelder[1]– kněz, mučedník, zemřel v koncentračním táboře Dachau
- bl. Maria Paschalis Jahnová – polská řeholnice a mučednice z období nacismu (zemřela v Sobotíně na Moravě)
- bl. Richard Henkes – kněz, exercitátor, mučedník, oběť nacistického režimu
- bl. Dominik Zavřel z Chodova – kněz, dominikánský a cisterciácký mnich, mučedník z Casamari

### Kandidáti na blahořečení

#### Ctihodní
- ct. Ignác Stuchlý – kněz, salesián
- ct. Marie Elekta – abatyše kláštera bosých karmelitánů v Praze na Hradčanech, pocházela z ItálieCt. Marie Vojtěcha Hasmandová

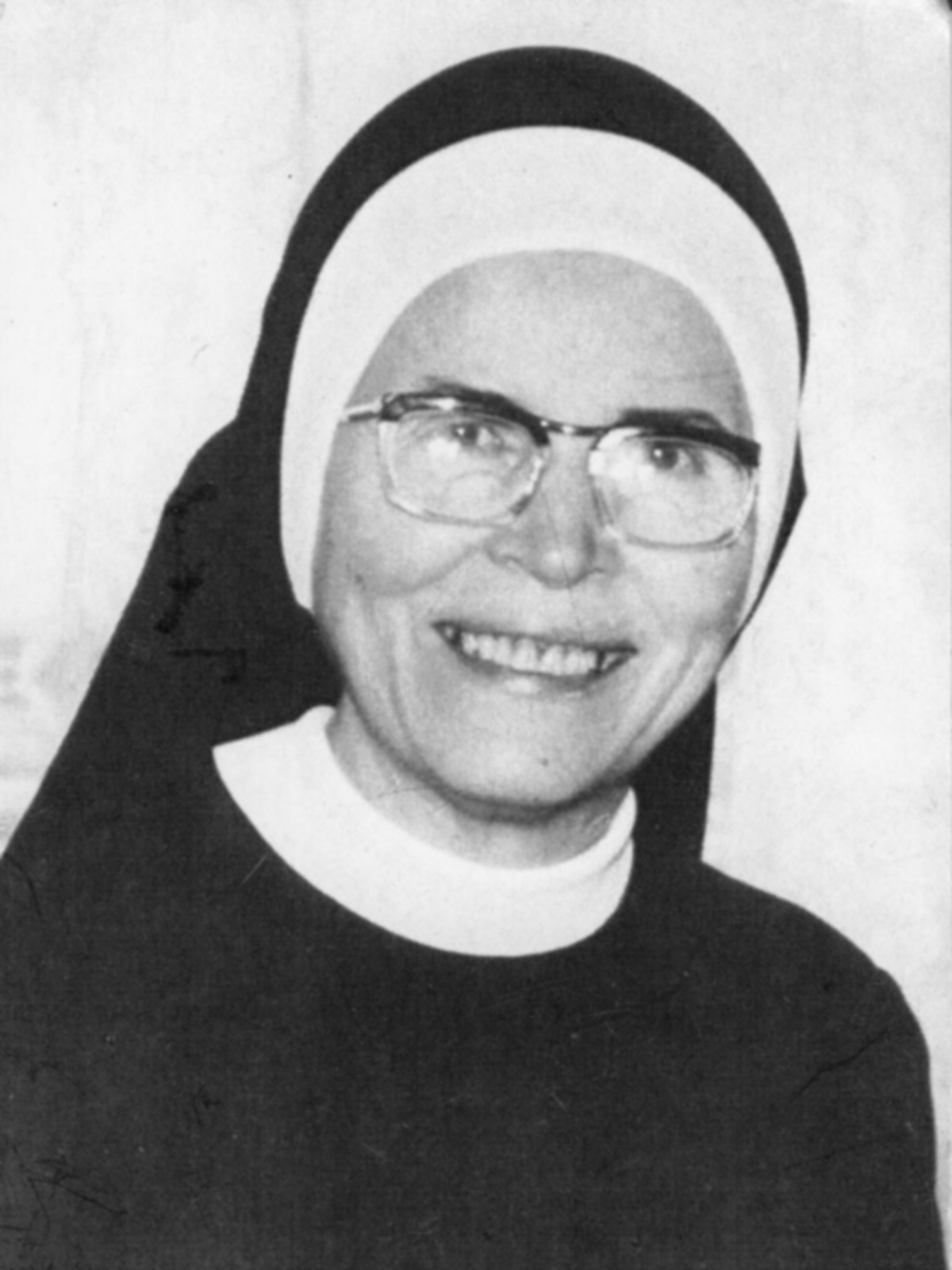
Ct. Marie Vojtěcha Hasmandová

- ct. Marie Vojtěcha Hasmandová – řeholnice, generální představená české větve Kongregace Milosrdných sester svatého Karla Boromejského
- ct. Antonín Cyril Stojan – olomoucký arcibiskup
- ct. Martin Středa – kněz, jezuita, působil v Brně

#### Služebníci Boží
- Anna Zelíková – členka karmelitánského třetího řádu
- Adolf Kajpr – kněz, jezuita, oběť komunistického pronásledování církve
- Antonín Šuránek – kněz, spirituál olomouckého kněžského semináře
- Augustin Schubert – kněz, augustinián, oběť nacistického režimu
- Emil Kapaun – americký kněz, vojenský kaplan, zemřel v zajetí v Severní Koreji, měl české předky, narozen v osadě Pilsen (Plzeň) ve státě Kansas.
- František Nosek – politik, františkánský terciář
- Jan Bula – kněz, oběť komunistického pronásledování církve
- Jan Evangelista Urban – kněz, filosof, františkán
- Ján Vojtaššák – slovenský biskup spišské diecéze, zemřel v Říčanech
- Josef Beran – kardinál, arcibiskup pražský
- Josef Hlouch – biskup českobudějovický, oběť komunistického pronásledování církve
- Josef Toufar – kněz, oběť komunistického pronásledování církve
- Marie Eliška Pretschnerová – řeholnice Kongregace Školských sester Třetího řeholního řádu svatého Františka
- Marie Rosa Vůjtěchová – řeholnice kongregace Božského Srdce Ježíšova a její zakladatelka
- Tomáš Týn – kněz, dominikán, pocházel z Brna
- Václav Drbola –  kněz, oběť komunistického pronásledování církve
- Zita Bourbonsko-Parmská – poslední rakouská císařovna a česká královna v letech 1916–1918, manželka bl. Karla Rakouského[2]

## Pravoslavná církev

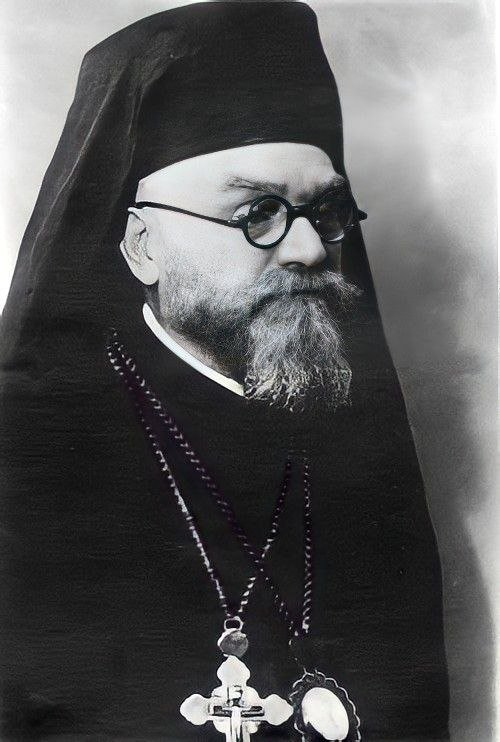
Sv. Gorazd II.

### Svatí
- sv. Ivan Český – poustevník ve Svatém Janu pod Skalou
- sv. Rostislav – kníže Velkomoravské říše
- sv. Ludmila – první pokřtěná česká kněžna, babička a vychovatelka sv. Václava a první česká mučednice
- sv. Václav – český kníže, zavražděný svým bratrem Boleslavem I.
- sv. Cyril – apoštol Slovanů, mnich (bratr sv. Metoděje)
- sv. Metoděj – apoštol Slovanů, první moravský arcibiskup (bratr sv. Cyrila)
- sv. Gorazd – moravský arcibiskup (patří spolu se sv. Cyrilem, sv. Metodějem, sv. Klimentem Ochridským, sv. Naumem, sv. Sávou a sv. Angelárem mezi tzv. sv. Sedmipočetníky)
- sv. Orosia (Dobroslava) – vychovaná knížetem Bořivojem a sv. Ludmilou, mučednice (uctívaná ve Španělsku)
- sv. Prokop Sázavský – poustevník, spoluzakladatel a první opat Sázavského kláštera
- sv. Jan Hus – římskokatolický kněz, reformátor, mučedník, roku 1415 upálen na hranici
- sv. Jeroným Pražský – filosof, teolog, přítel sv. Jana Husa, mučedník, roku 1416 upálen na hranici
- sv. Gorazd II. – arcibiskup pražský a moravsko-slezský, mučedník, oběť nacistického režimu
- sv. Stanislav Nasadil – kněz, mučedník, oběť druhé světové války (zemřel v Srbsku)
- Svatí čeští novomučedníci – 18 věřících popravených za účast v protinacistickém odboji během druhé světové války a také za pomoc při ukrývání parašutistů zapojených do atentátu na zastupujícího říšského protektora Reinharda Heydricha během operace Antropoid (např. sv. Vladimír Petřek, sv. Václav Čikl, sv. Marie Čiklová, sv. Jan Sonnevend, sv. Václav Ornest, sv. Karel Louda)